# Leverbot
De leverbot (Fasciola hepatica) is een platworm uit de familie Fasciolidae en de orde Digenea. Het is een parasitaire platworm met een ingewikkelde levenscyclus. Volwassen leverbotten leven in de lever en galwegen van hun gastheer (een herkauwer, bijvoorbeeld een schaap). Volwassen leverbots produceren duizenden eitjes die via de ontlasting het lichaam verlaten. Via een tussengastheer (zoetwaterslak) verspreiden ze honderdduizenden vrij levende larven die zich op planten aan de waterkant hechten. Grazers worden op deze manier besmet. Leverbots veroorzaken bij herkauwers de aandoening leverbotziekte.
Besmetting komt ook bij de mens in zeer uitzonderlijke gevallen voor, bijvoorbeeld door het werken of recreëren in natte gebieden waar de ontlasting van besmette schapen in vijvers of sloten terecht is gekomen. 
Bij een veenlijk uit de Romeinse tijd, de zogenaamde Vrouw van Zweeloo werd een leverbotinfectie geconstateerd.

## Levenscyclus
De volwassen leverbot is 30 mm lang en 10 mm breed. Deze bevindt zich in de galbuis (nabij de lever) en produceert daar talrijke eieren die 0,140 bij 0,080 mm groot zijn. Deze eitjes komen via de galbuis in het darmkanaal en vervolgens met de uitwerpselen in de buitenwereld terecht. Afhankelijk van de temperatuur en de aanwezigheid van vocht, ontwikkelt zich binnen de 2 à 4 weken een zogenaamde miracidiumlarve, die in het water leeft. Deze larve gaat actief op zoek naar de tussengastheer, een zoetwaterslakje (Galba truncatula). De miracidiumlarve dringt de slak binnen. In de slak plant de larve zich ongeslachtelijk voort en maakt sporocysten (1 mm), die op hun beurt weer 5 à 8 rediae vormen (soms met dochterrediae). Deze ontwikkelen zich vervolgens tot het zogenaamde cercariastadium.
Na deze ontwikkeling die ongeveer twee maanden duurt verlaten de cercariae de slak. Deze cercariae (1 mm groot, waarvan 2/3 staart) zwemmen rond en zetten zich vast op de aanwezige planten vlak onder het wateroppervlak en kapselen zich in. Deze metacercariae kunnen verschillende maanden besmettelijk blijven. Na opname van de besmette planten door de gastheer (voornamelijk rund of schaap), komen de jonge larvale leverbotjes vrij in de darm. Ze doorboren de darmwand, komen in de buikholte en dringen de lever binnen. Ze migreren verschillende weken lang door het leverweefsel, waarbij ze groeien en leverweefsel aantasten. Uiteindelijk belanden ze in de galbuis, waar ze volwassen worden en eieren gaan produceren. Leverbotten kunnen ook op andere plekken in het lichaam terechtkomen (voornamelijk in het bindweefsel).
Bij schapen kunnen deze leverbotten meerdere jaren (tot 10 jaar) in de galbuis overleven. Bij runderen zouden ze minder lang aanwezig blijven. De volledige cyclus duurt minimaal 17 à 18 weken.

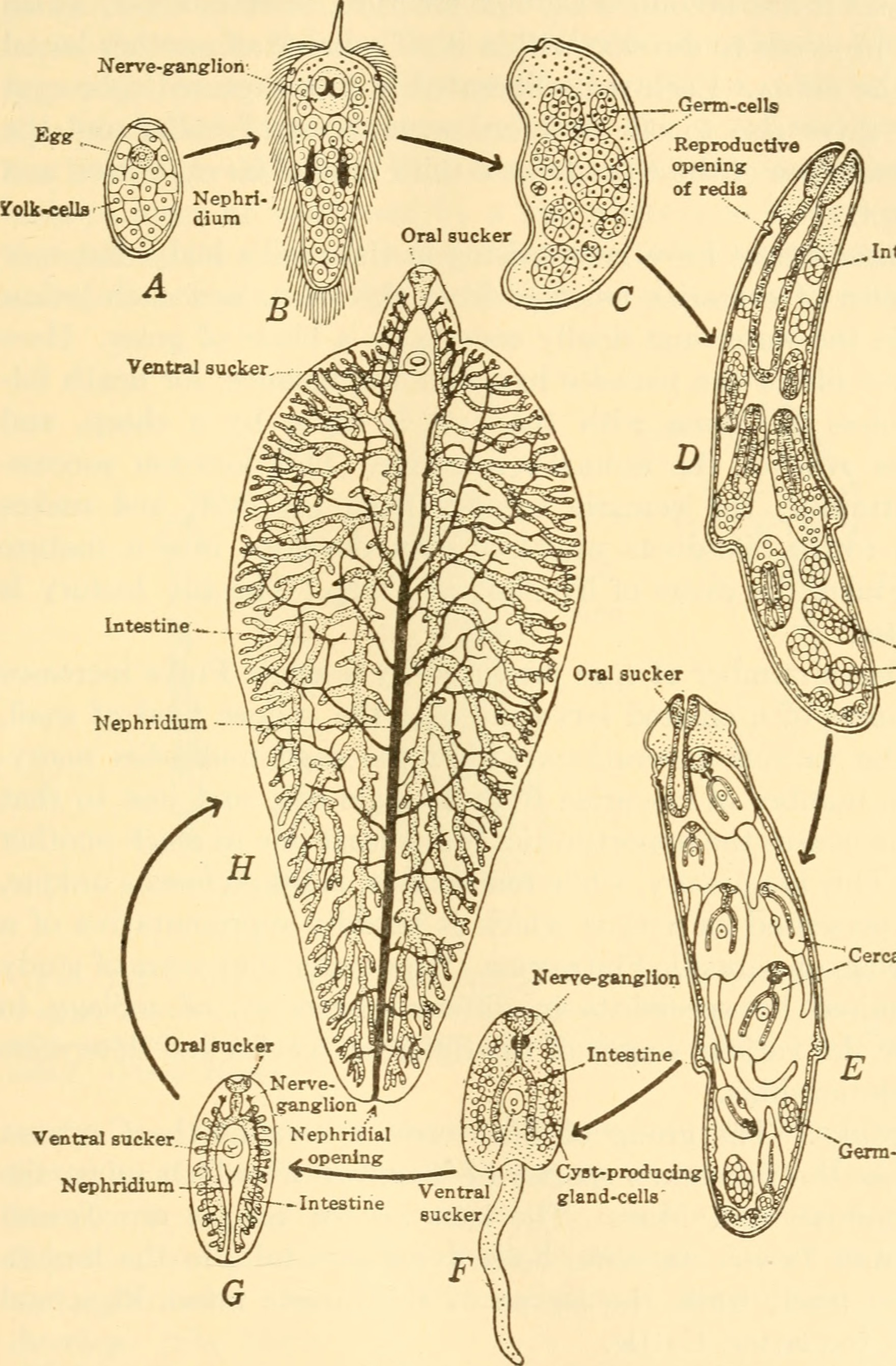
A - ei; B - miracidium; C - sporocyst; D - rediae, E - immature cercaria, F - cercaria, G - cyst, H - volwassen
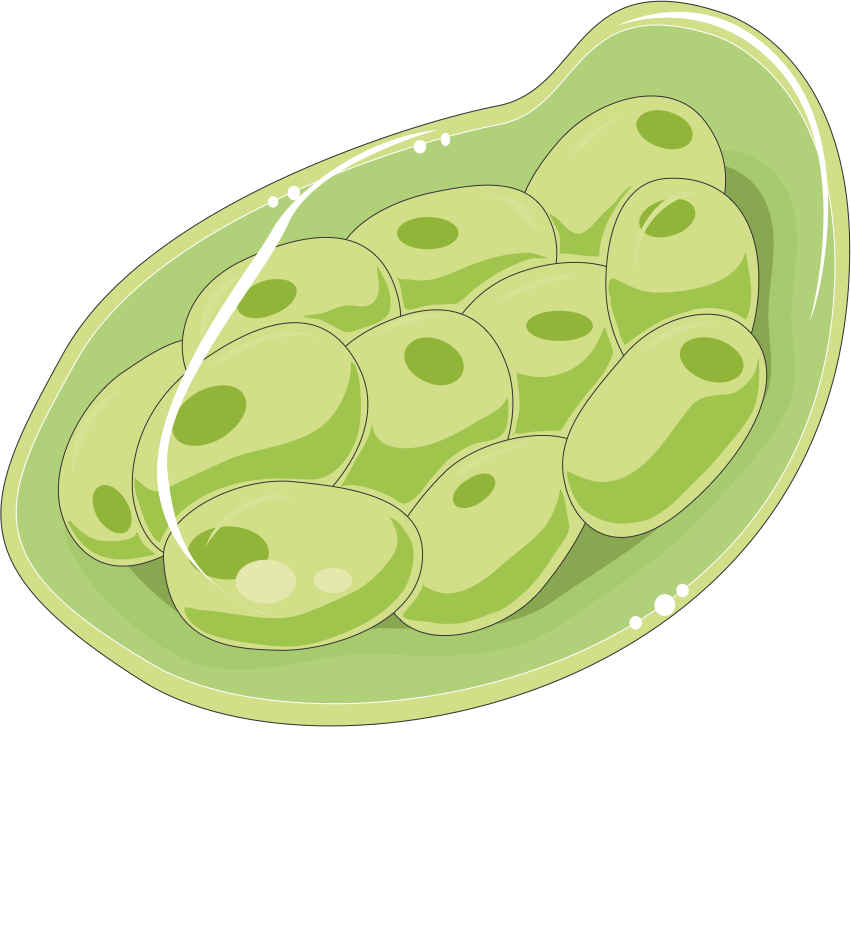
Ei
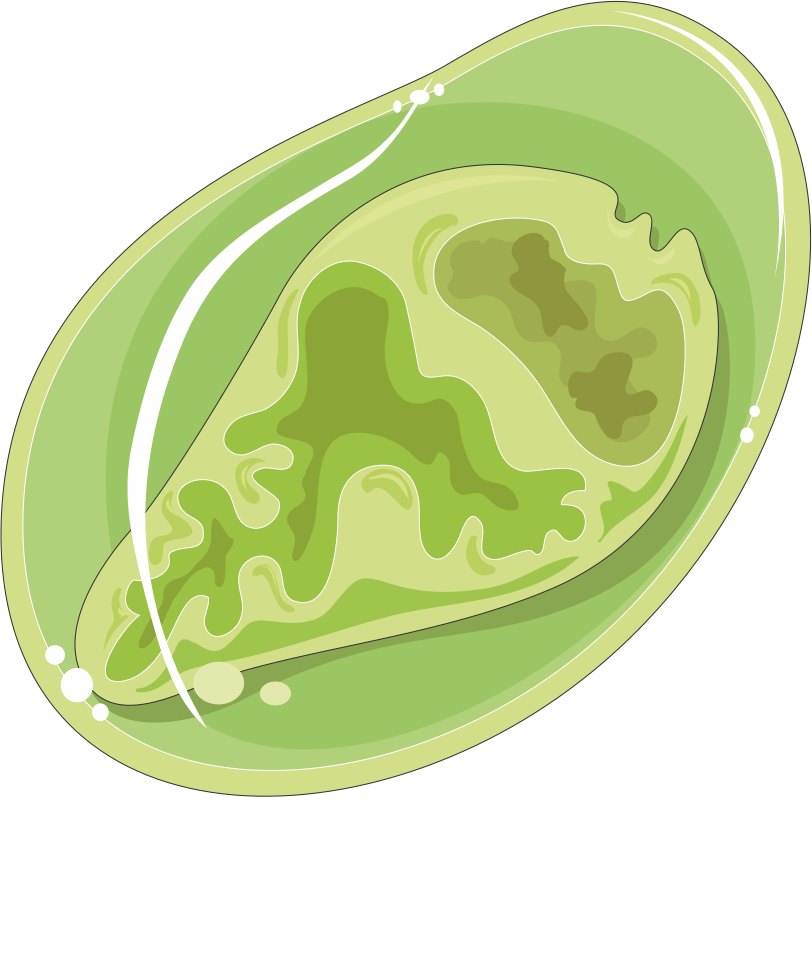
Ei met larve
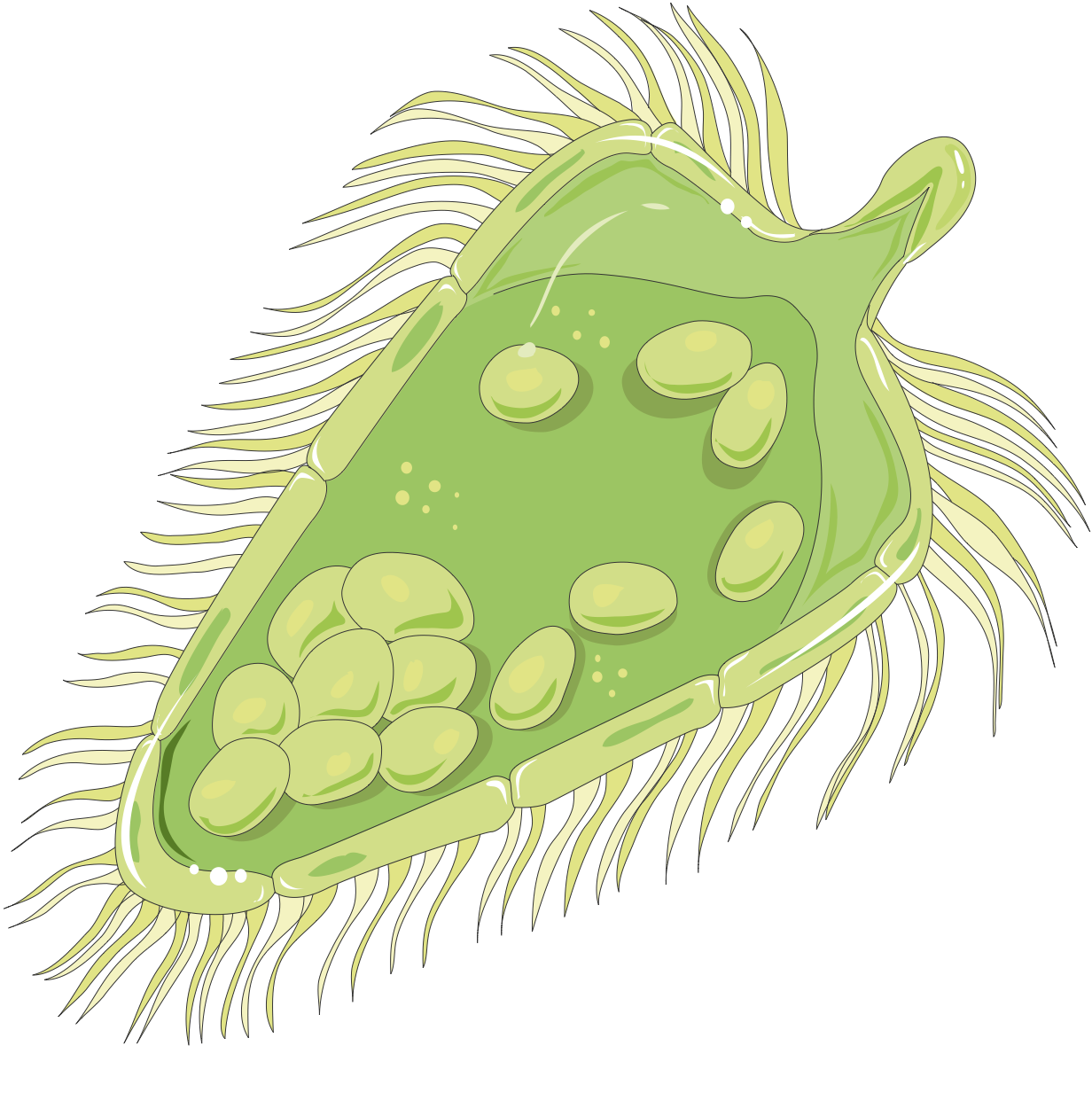
Miracidium
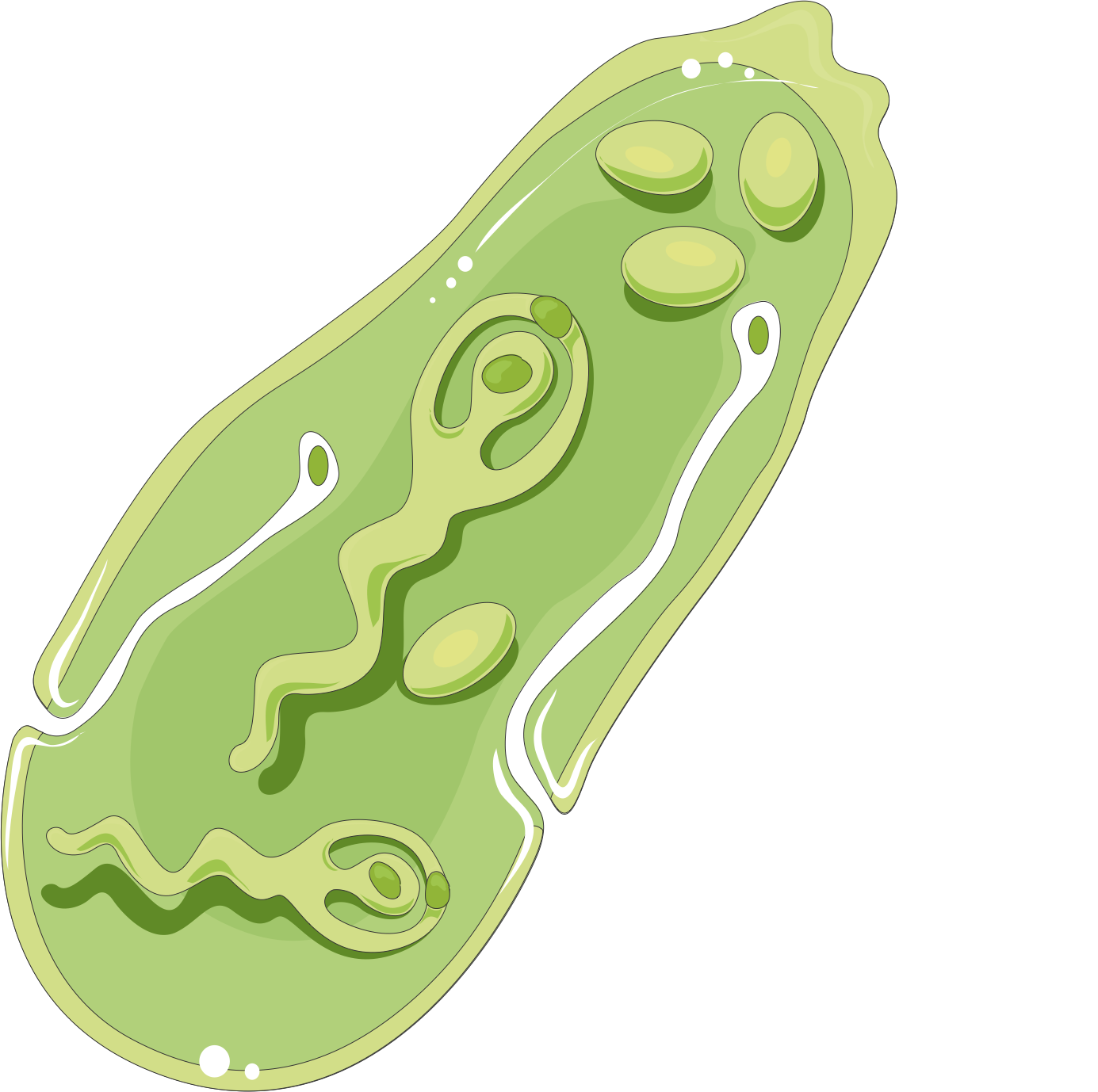
Sporocyst
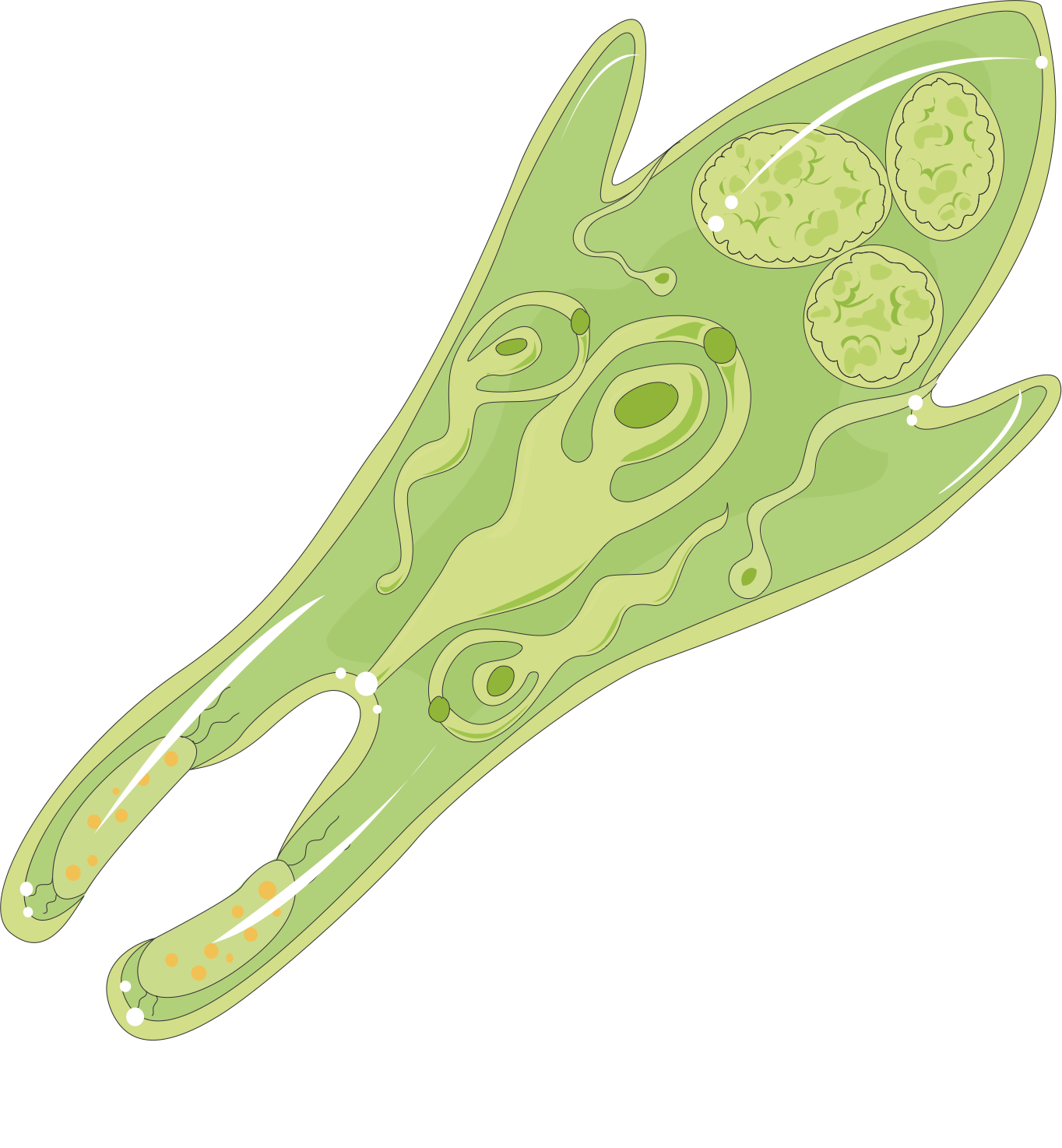
Rediae
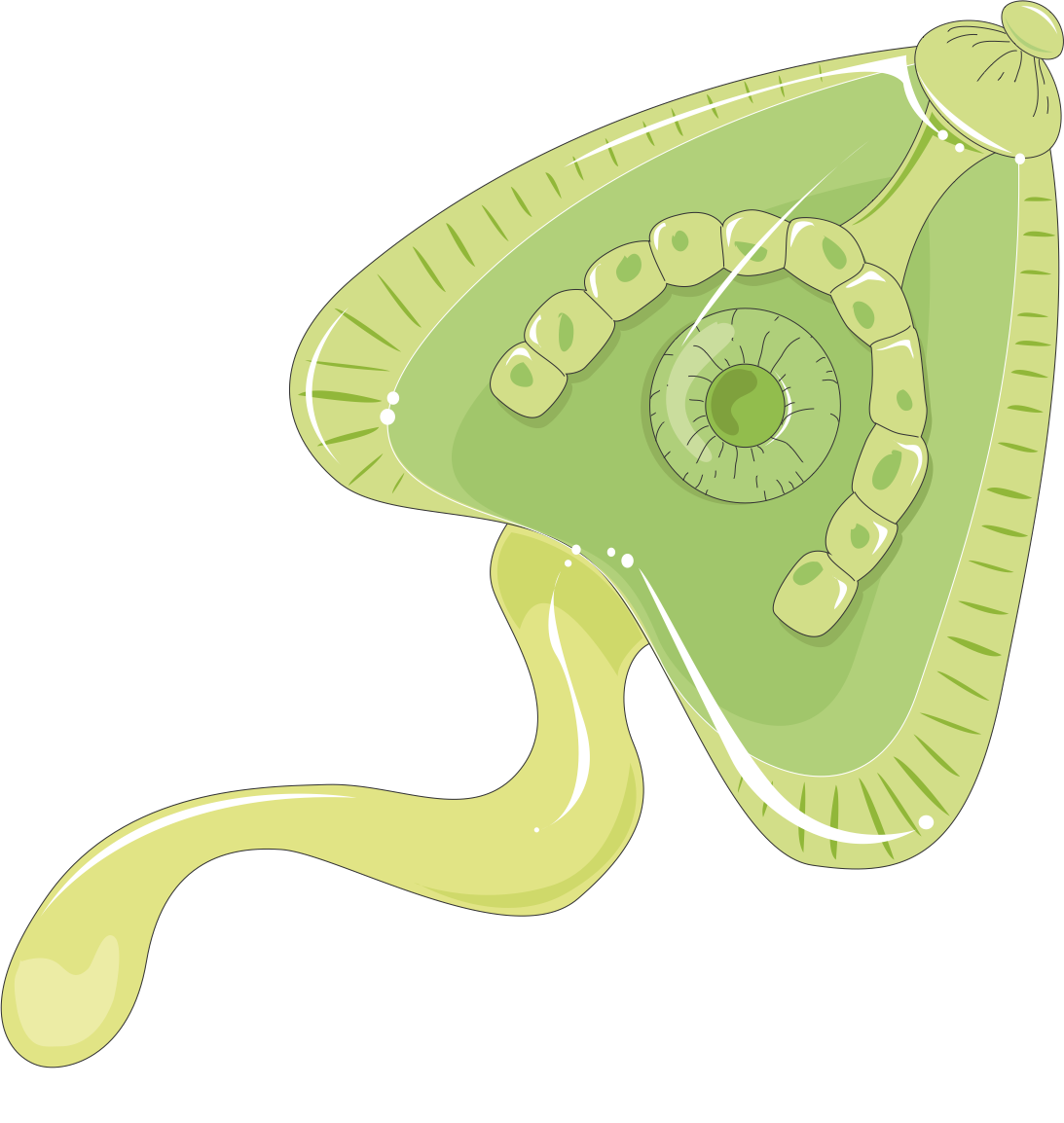
Cercaria
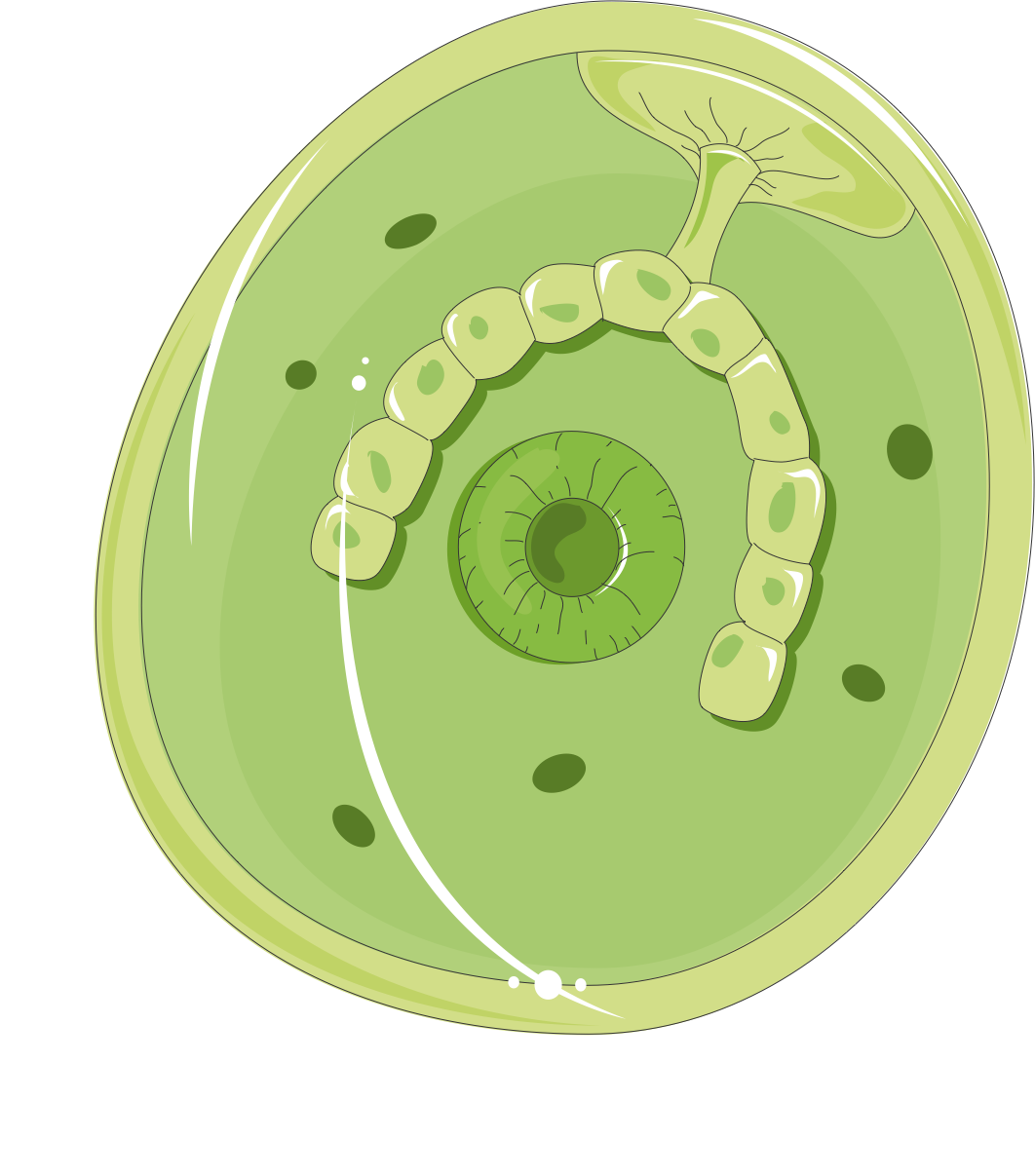
Metacercaria of cyst
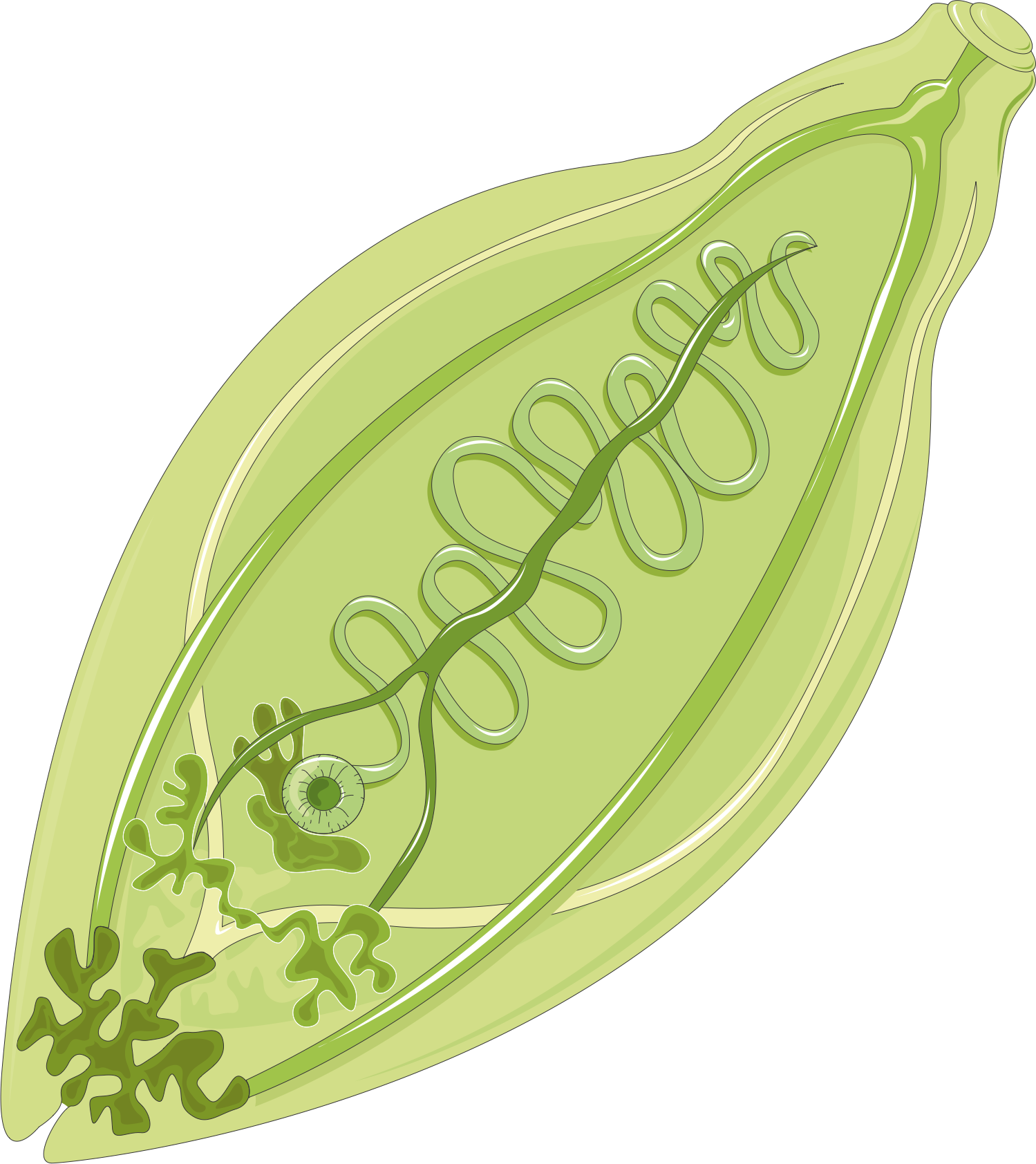
Volwassen leverbot

## Monitoring leverbot bij dieren
Om een prognose te kunnen geven voor leverbotinfecties bij runderen en schapen in Nederland verzamelt de Gezondheidsdienst voor Dieren met het leverbotwaarschuwingssysteem informatie. Met deze informatie kunnen dierenartsen en veehouders preventieve maatregelen nemen en leverbot gericht behandelen. De leverbotmonitoring is onderdeel van de diergezondheidsmonitoring in Nederland.